# Arbeitsgemeinschaft SPD 60 plus
Die Arbeitsgemeinschaft SPD 60 plus (AG 60plus = SPD-Arbeitsgemeinschaft ab 60 Jahre) versteht sich als Zielgruppenorganisation der SPD, die insbesondere inhaltliche Impulse für die SPD geben will und zugleich Vermittlerin zu den Älteren in Organisationen, Verbänden und Institutionen sein will. Vorsitzender der Arbeitsgemeinschaft 60 plus ist seit 2017 Lothar Binding.
Die AG 60 Plus ist eine so genannte Vorfeldorganisation der SPD. Dies sind Vereinigungen, welche sich mit speziellen Politikfeldern befassen bzw. berufsständische Verbände innerhalb der SPD darstellen.

## Geschichte
Anfang der 1990er Jahre rief der SPD-Bundesvorstand eine Kommission zum demographischer Wandel ins Leben. Ein Ergebnis der Arbeit dieser Kommission war der Auftrag der SPD-Vorstandes, nach dem Vorbild der Senioren-Union der CDU eine eigene Arbeitsgemeinschaft für Senioren zu bilden.
Die Gründung erfolgte 1994 unter dem Vorsitz von Hans-Ulrich Klose.

## Mitgliedschaft

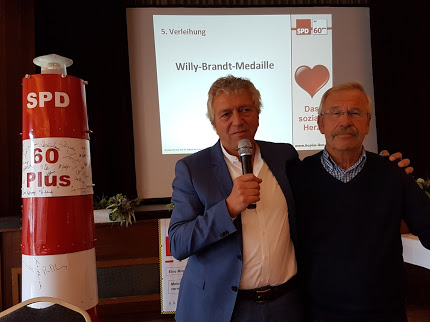
Überreichung der Willy-Brandt-Medaille an Kurt Kallert von Rainer Spiering am 13. September 2017

Der Arbeitsgemeinschaft SPD 60 plus gehören automatisch alle SPD-Mitglieder ab dem 60. Lebensjahr an – das sind ca. 250.000. Damit ist es die größte der SPD-Zielgruppenorganisationen. Allerdings arbeitet nur ein kleiner Teil der Mitglieder (2007 waren es 40.000 von 250.000) aktiv in der Arbeitsgemeinschaft mit. Eine formale Mitgliedschaft gibt es nicht. Darüber hinaus sind Nicht-Parteimitglieder und in der Seniorenarbeit Tätige, die das 60. Lebensjahr noch nicht erreicht haben, zur Mitarbeit eingeladen.

## Organisation
Die „Arbeitsgemeinschaft der Älteren“ ist eine der insgesamt neun Arbeitsgemeinschaften der SPD, die im Rahmen der politischen Willensbildung und im organisatorischen Aufbau der Partei eine besondere Bedeutung haben. Sie ist von der SPD finanziell und organisatorisch abhängig. Die Tätigkeit der Arbeitsgemeinschaften richtet sich an spezielle Ansprechpartner der SPD. Sie bringen ihre Themen, ihre Positionen und ihre Vorschläge in die Diskussion der Partei ein und werben um innerparteiliche wie um gesellschaftliche Mehrheiten. In den Richtlinien der AG SPD 60 plus heißt es dazu: „Die Älteren in der SPD schließen sich zu einer Arbeitsgemeinschaft zusammen.“

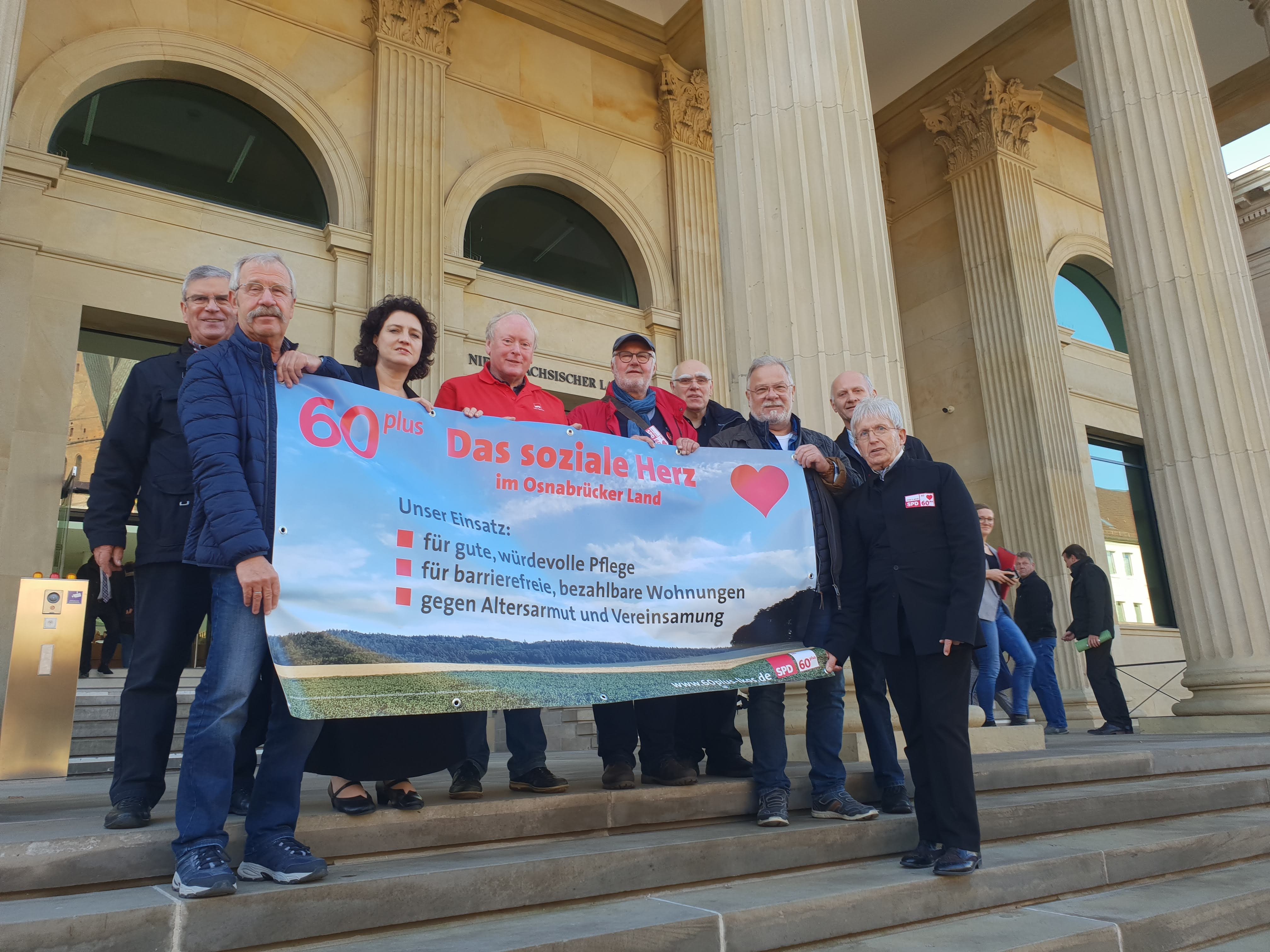
AG SPD 60plus Landkreis Osnabrück mit Forderungen am Landtag Hannover mit Sozialministerin Carola Reimann 2018

Ziel ist es, die Interessen der Älteren innerhalb und außerhalb der SPD zu vertreten, das Engagement der Älteren zu fördern, Menschen für die sozialdemokratische Programmatik zu gewinnen. Im Interesse einer Öffnung nach außen soll die Arbeitsgemeinschaft mit Verbänden, Organisationen und Initiativen der Älteren bzw. der Altenarbeit kooperieren.
Die AG SPD 60 plus arbeitet eigenständig: Sie hat einen eigenen organisatorischen Aufbau – analog zum Aufbau der SPD – und sie fasst eigenständige Beschlüsse.
60 Plus-Gliederungen gibt es auf allen Ebenen der SPD: im Ortsverein, im Unterbezirk bzw. Kreisverband, im Bezirk, auf Landesebene und schließlich auf Bundesebene.
Beschlüsse und Wahlen für die Bundesebene der Arbeitsgemeinschaft SPD 60 plus werden beim Bundeskongress, der alle zwei Jahre stattfindet, getroffen. Stimmberechtigt sind die von den Bezirken gewählten Delegierten und die von der Bundeskonferenz gewählten Mitglieder des AG SPD 60plus-Bundesvorstandes: der Bundesvorsitzende, zwei Stellvertreter und sechs Beisitzer. Dieses 9-köpfige Gremium leitet die Arbeitsgemeinschaft SPD 60 plus auf Bundesebene und setzt die Beschlüsse der Bundeskonferenz um. Das bedeutet, dass das Programm der AG SPD 60plus nicht immer und in allen Teilen identisch ist mit dem, was die SPD will.

## Vorsitzende
- 1994–1997: Hans-Ulrich Klose
- 1997–1999: Rudi Walther
- 1999–2007: Otto Graeber
- 2007–2011: Erika Drecoll
- 2011–2017: Angelika Graf
- seit 2017: Lothar Binding